# Erwin Stengel
Erwin Stengel (geboren 25. Februar 1902 in Wien, Österreich-Ungarn; gestorben 2. Juni 1973 in Sheffield) war ein österreichisch-britischer Psychiater.

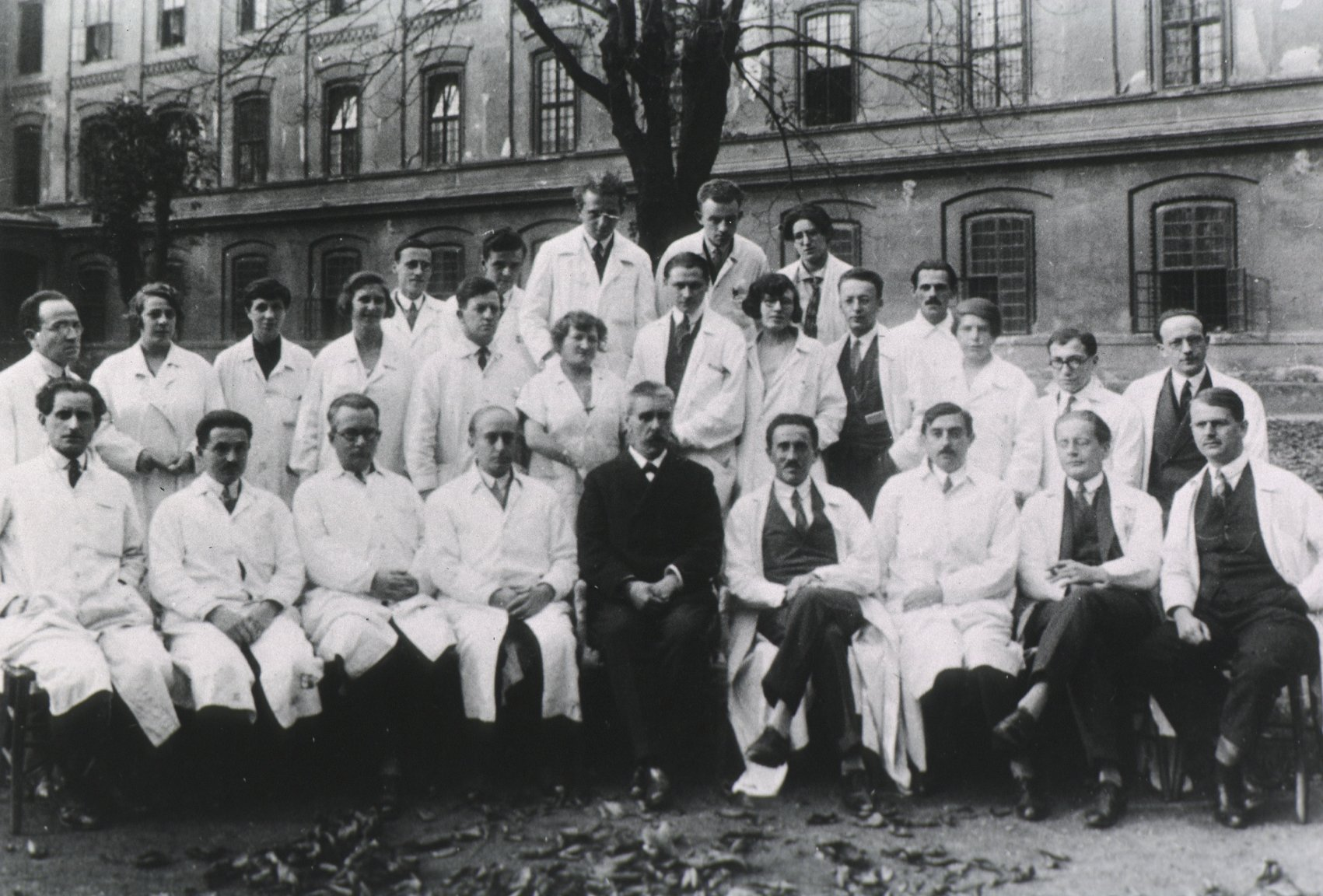
Wagner-Jaureggs Ärzteteam in Wien 1927. Erwin Stengel in der 2. Reihe, der erste von links.

## Leben
Erwin Stengel war ein Sohn des Hebräischlehrers Markus Stengel und der Franziska Popper. Er besuchte das Akademische Gymnasium. Er studierte Medizin an der Universität Wien und wurde 1926 promoviert. Stengel meldete sich im Oktober 1926 für eine Analyse am Lehrinstitut der Wiener Psychoanalytischen Vereinigung an. Nachdem Theodor Reik die Analyse 1927 abbrach, wurde sie von Eduard Hitschmann durchgeführt. Stengel wurde 1928 zum außerordentlichen und 1936 zum ordentlichen Mitglied der Wiener Psychoanalytischen Vereinigung gewählt. Er beteiligte sich mit Vorträgen und Diskussionsbeiträgen an den Sitzungen und bot 1936/37 mit Paul Federn eine Arbeitsgemeinschaft zum Thema „Psychoanalyse und Psychosen“ an.
Stengel arbeitete als Assistenzarzt bei Julius Wagner-Jauregg und bei Otto Pötzl in der neuropsychiatrischen Abteilung der Universitätsklinik Wien. Im Februar 1938 wurde er zum Dozenten für Neurologie und Psychiatrie an der Universität Wien ernannt, im selben Monat kam es allerdings zum Anschluss Österreichs und damit zu seiner unverzüglichen Entlassung aus rassistischen Gründen.
Stengel heiratete 1935 die Krankenschwester Anna Kohl. Nach dem Anschluss verlangten die Eltern Anna Stengels von ihrer Tochter die Ehescheidung, da Stengel jüdisch sei, sie hingegen entschied sich für die Emigration mit ihrem Ehemann nach England. Stengel erhielt dort Hilfe durch die Society for Protection of Science and Learning   (SPSL).
In Großbritannien erneuerte er sein Medizinexamen an der Universität Bristol, arbeitete aber zunächst als Laborassistent. 1940 wurde er als Enemy Alien einige Monate auf der Isle of Man interniert. Stengel wurde 1941 in die British Psychoanalytical Society aufgenommen, in England praktizierte er aber nicht als Analytiker. Stengel fand eine Arbeit als Psychiater am Crichton Royal Hospital in Schottland und wurde dann Direktor der klinischen Forschung am Graylingwell Mental Hospital in Chichester. 1949 kam er an das Bethlem Royal Hospital in London und an das Maudsley Hospital und erhielt einen Lehrauftrag am psychiatrischen Institut der Universität London. Stengel übersetzte 1953 Sigmund Freuds Schrift Zur Auffassung der Aphasien sowie dessen frühe neurologische Studien in Englische. 1957 erhielt Stengel einen Ruf als Professor für Psychiatrie an die Universität Sheffield, wo er die Abteilung für Psychiatrie gründete, in der er bis zu seinem 65. Lebensjahr arbeitete.
Dank seiner regen Publikationstätigkeit wurde er 1951 zum Fellow of the Royal College of Physicians berufen. 1966/67 war er Präsident des Royal College of Psychiatrists. 1970 war Stengel Vorsitzender der medizinischen Sektion der British Psychological Society.
Stengel forschte über den Suizid und wurde von der Weltgesundheitsorganisation (WHO) in den Ausschuss über Suizid berufen. Die International Association for Suicide Prevention (IASP) vergibt seit 1977 einen nach ihm benannten Stengel Research Award.

## Schriften (Auswahl)
- mit Nancy G. Cook: Attempted Suicide: Its Social Significance and Effects. Oxford : Oxford University Press, 1958
- Classification of mental disorders. Genf : World Health Organization, 1960
- Suicide and attempted suicide. Baltimore : Penguin Books, 1964
  - Selbstmord und Selbstmordversuch. Übersetzung Gert H. Müller. Frankfurt a. M. : S. Fischer, 1969
- Zeitschriftenaufsätze vor und nach 1938